# Saint-Michel (Loiret)
Saint-Michel is een gemeente in het Franse departement Loiret (regio Centre-Val de Loire) en telt 124 inwoners (2005). De plaats maakt deel uit van het arrondissement Pithiviers.

## Geografie
De oppervlakte van Saint-Michel bedraagt 5,2 km², de bevolkingsdichtheid is 23,8 inwoners per km².
De onderstaande kaart toont de ligging van Saint-Michel (Loiret) met de belangrijkste infrastructuur en aangrenzende gemeenten.

## Demografie
Onderstaande figuur toont het verloop van het inwonertal (bron: INSEE-tellingen).